# Prvenstvo Anglije 1885
Prvenstvo Anglije 1885 v tenisu.

## Moški posamično
William Renshaw :  Herbert Lawford, 7-5 6-2 4-6 7-5

## Ženske posamično
Maud Watson :  Blanche Bingley, 6-1, 7-5

## Moške dvojice
William Renshaw /  Ernest Renshaw :  Claude Farrer /  Arthur Stanley, 6–3, 6–3, 10–8.